# Чортківська округа
«Чортківська округа» —  історично-мемуарний збірник (Нью-Йорк — Париж — Сідней — Торонто: НТШ, Український Архів — Т. XXVI, 1974. — 927 с.). Редакція залишила в тексті деякі особливості місцевої мови.   

## Редакційна група

### Поручили до друку
Професор доктор Василь Лев
Професор доктор Михайло Совеницький

### Редакційна колегія
- Ольга Соневицька
- Богдан Стефанович
- д-р Роман Дражньовський.

### Оформлення
Обкладинку виконав Я. Гніздовський.

## Зміст збірника
Історично-мемуарний Збірник Чортківської Округи містить історично-географічні матеріали чотирьох колишніх повітів галицького Поділля, Чортківського, Гусятинсько-Копичинецького, Борщівського та Заліщицького. Своїм географічним положенням ця територія була тісно з собою зв'язана, а політично-адміністративно майже два століття, від першого поділу Польщі до 40-их рр. XX ст. становила найдалі висунений на південному сході прикордонний закуток подільської землі, що в тому часі належав до австрійської держави, а опісля до післяверсальської Польщі, відділений від українських центральних земель кордоном, куди ввесь час пильно берегла доступ царська, а потім радянська деспотія.
Після прилучення до Австрії наша територія майже 100 років становила окремий чортківський «циркул», тобто чортківську округу, а після скасування поділу на циркули — 4 сумежні повіти. Та й далі ці 4 повіти належали до спільного Окружного Суду в Чорткові. Також, що торкалося церковної організації, наші повіти мали дещо спільне. Коли сусідні, північні повіти, теребовельський і скалатський, разом із тернопільським, увесь час належали до гр. кат. Львівської Архиєпархії, то наші 4 повіти, разом із бучацьким (що належав в тому часі до станиславівського циркулу), і покутські, тобто тодішні циркули: станиславівський, коломийський І чортківський разом із Буковиною, були приділені до новоствореної Станиславівської Єпархії вже цісарським розпорядком з дня 8 травня 1850 р., що було переведено в діло булею папи Лева ХШ і преконізацїєю першого станиславівського єпископа о. д-ра Юліяна Пелеша 27 березня 1885 р. А найбільше об'єднували нашу територію сама природа подільського плоскогір'я, подільський врожайний чорнозем, покритий безмежними ланами пшениці та й іншого збіжжя, перерізаний кількома річками, що майже паралельно течуть з півночі на південь, творячи щораз глибші яри з чарівними краєвидами, поки не віллються до крутоберегого Дністра.
Дня 11 листопада 1962 р. з'їхались до Нью-Йорку земляки з наших чотирьох подільських повітів, згадали молоді літа, землю, де народились, де виростали, або де вкладали працю свого життя, і вирішили спільно видати пропам'ятну книгу, в якій слід би обговорити всебічно життя — буття нашої території, зокрема пережиті події. Видання такої книги виявилося необхідним особливо тому, що почали появлятися книжки про наші землі, видавані більшовицькою пропагандою, які подавали нашу історію в зовсім викривленому вигляді. Годі ж допустити, щоб майбутні покоління були обмежені фальшивими вигадками в книжках, де затерті всякі сліди правди. Адже в кожному виданні, починаючи з УРЕ, до неознайомлених читачів доводиться одна провідна думка, що нібито галицькі українці вичікували тільки їх приходу, тільки помочі "братнього народу", щоб об'єднатися з москалями в одну державу. Правда, в 60-их рр. XIX стол. було вичікування на допомогу, але не від "братнього народу", тільки від самого "русского" царя-самодержця, і воно з'явилося якраз серед найбільш реакційної частини нашої Інтелігенції, т. зв. москвофілів. А вже абсолютною неправдою є поширювана більшовицькою пропагандою вістка, що галицькі селяни зачитувались Леніним, хоча б тому, що вони не розуміли московської мови; а ім'я Леніна взагалі не було відоме нікому в нас аж до вибуху більшовицької революції, але й тоді український народ Галичини не чекав на Леніна, бо швидко довідався, що він розпочав на Наддніпрянщині війну з військами української революції.